# نونو سانتوس (لاعب كرة قدم برتغالي)
نونو سانتوس (20 أبريل 1973 في البرتغال - ) هو لاعب كرة قدم برتغالي في مركز حراسة المرمى. لعب مع ليدز يونايتد ونادي أروكا ونادي بطليوس ونادي بنفيكا ونادي بيرا مار ونادي تورونتو ونادي فيتوريا سيتوبال ونادي غوندومار وRochester Rhinos ‏ وEthnikos Assia FC ‏ وCaldas S.C. ‏ وCD Operário ‏ ونادي سانتا كلارا.

## وصلات خارجية
- نونو سانتوس (لاعب كرة قدم برتغالي) على موقع قاعدة بيانات كرة القدم.إي يو (الإنجليزية)
- نونو سانتوس (لاعب كرة قدم برتغالي) على موقع عالم كرة القدم.نت (الإنجليزية)